# Mystrocnemis stictica
Mystrocnemis stictica är en skalbaggsart som beskrevs av Aurivillius 1914. Mystrocnemis stictica ingår i släktet Mystrocnemis och familjen långhorningar.
Artens utbredningsområde är Kenya. Inga underarter finns listade i Catalogue of Life.